# Старофлотські казарми

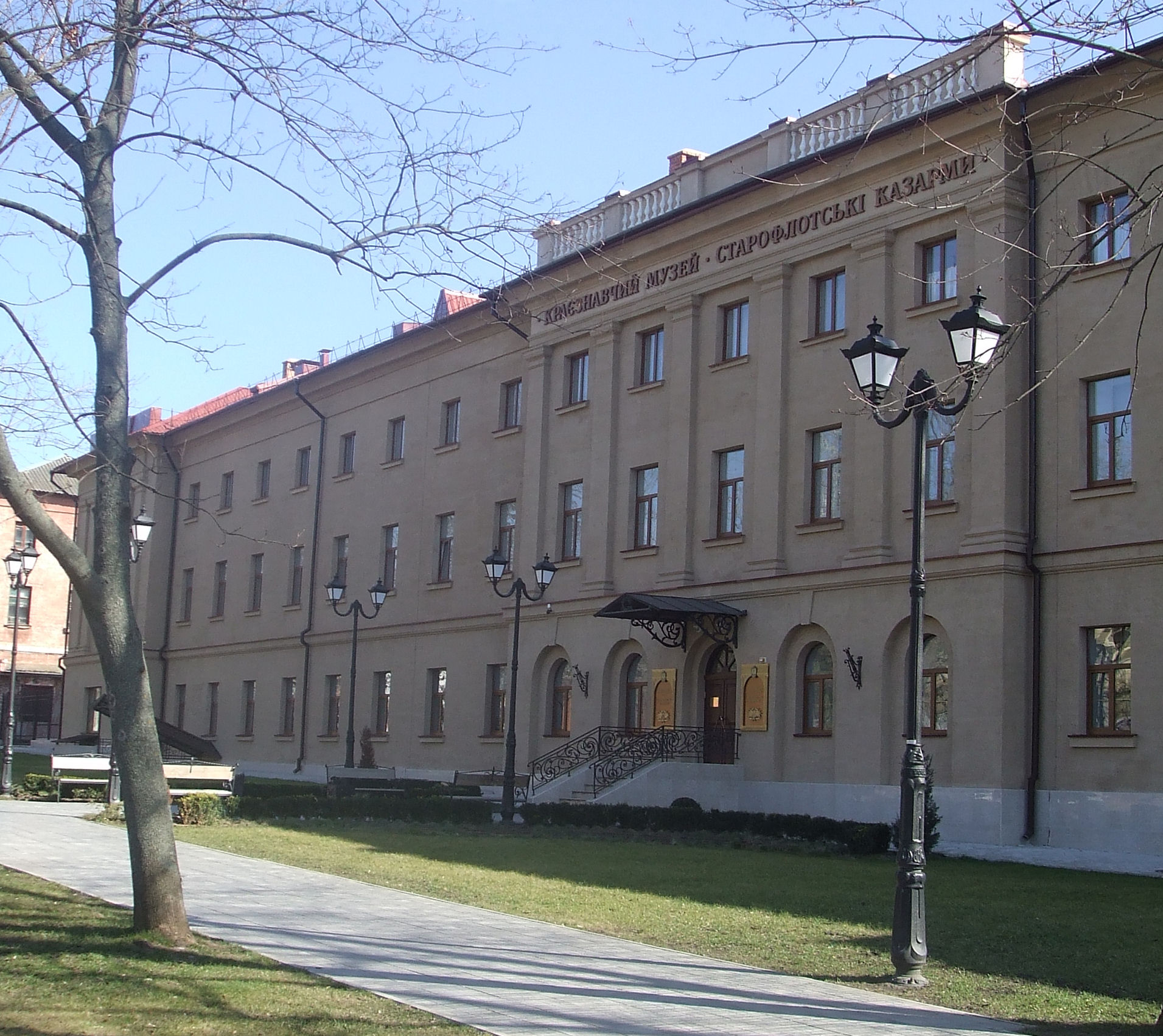
Старофлотські казарми, вид на Краєзнавчий музей (північна будівля)

Старофлотські казарми в Миколаєві (Україна) — частина комплексу будівель Миколаївського адміралтейства, які були побудовані в стилі класицизму в середині XIX століття за проектом архітектора Карла (Чарльза) Акройда для морського відомства.

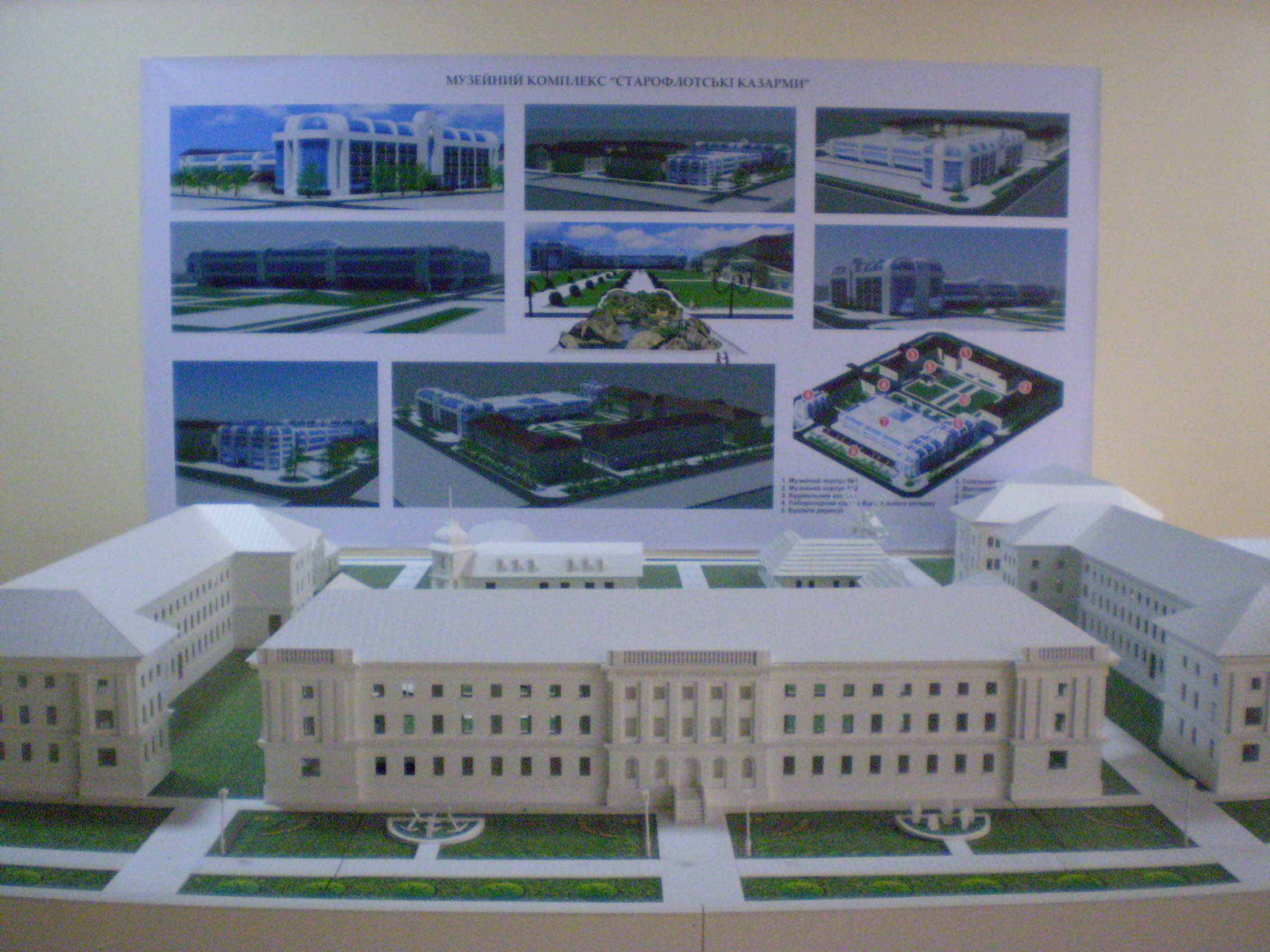
Макет Старофлотських казарм (Миколаївський краєзнавчий музей), на центральному плані — північна будівля

Приміщення призначалися для матросів флотських екіпажів і були розраховані на 1200-2000 осіб. У 1863 році частина будівель комплексу була передана Олександрівській чоловічій гімназії.

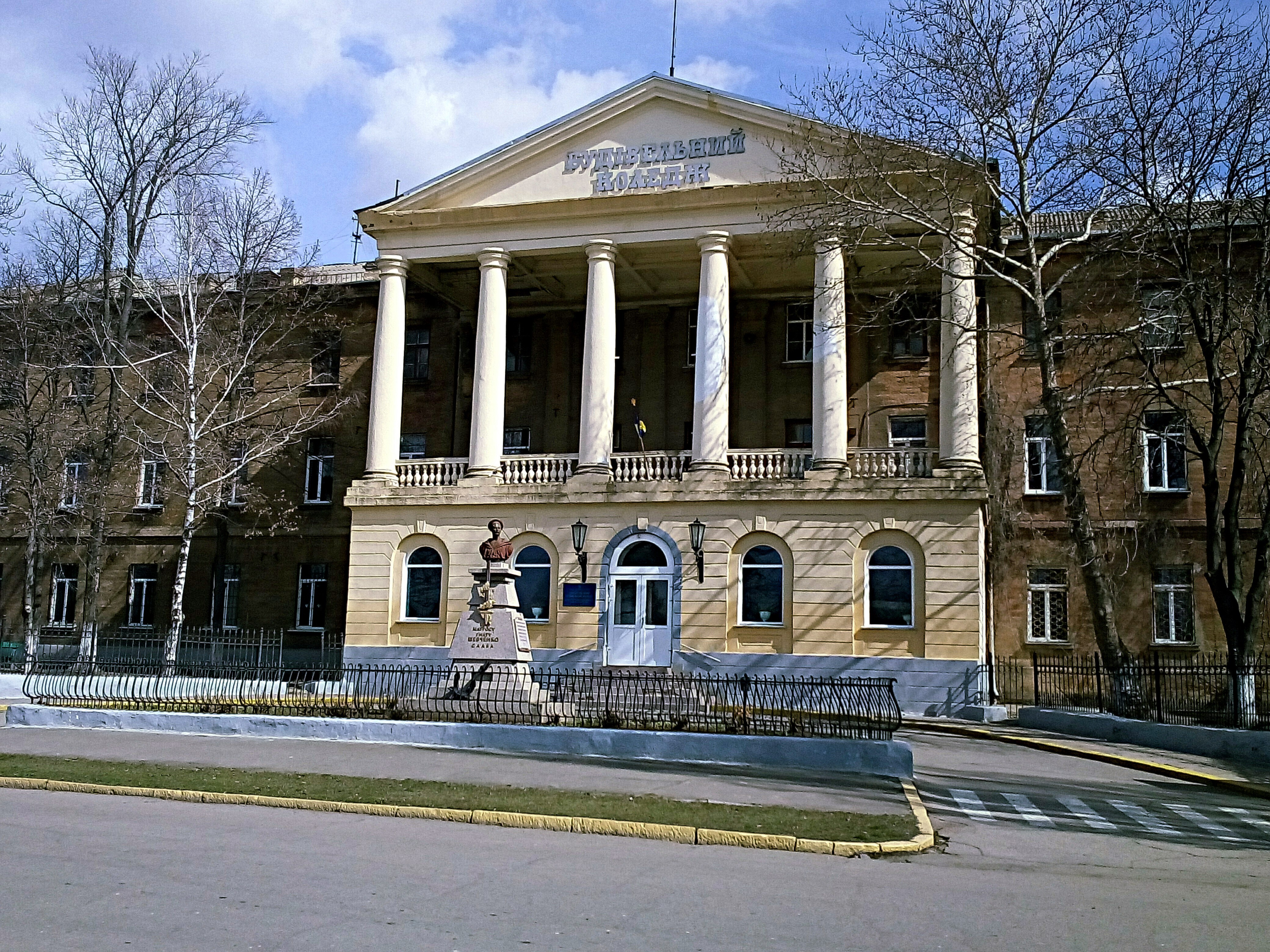
Старофлотські казарми, вид на Миколаївський будівельний коледж (західна будівля)

Після Другої світової війни в західній будівлі розмістився Будівельний технікум (нині Миколаївський будівельний коледж), а дві інші перейшли у відання військових — в них розташовувались екіпажі кораблів, що будувались або ремонтувались на кораблебудівних заводах Миколаєва.
У 2012 році на території північних будівель Старофлотських казарм почалося створення музейного містечка для Миколаївського краєзнавчого музею.
Перед західною будівлею, в якій знаходиться Будівельний коледж, встановлений пам'ятник герою оборони Севастополя 1854—1855 рр. матросу Гнату Шевченку.